# Mehdi Attar-Ashrafi
Mehdi Attar-Ashrafi (en persa: مهدی عطار اشرفی; 23 de diciembre de 1948 - 9 de enero de 2021) fue un levantador de pesas de peso mediano iraní . Ganó una medalla de bronce en los Juegos Asiáticos de 1974 y una de plata en los Campeonatos Asiáticos de 1979. También compitió en los Juegos Olímpicos de Verano de 1976.